# Leven Rambin
Leven Alice Rambin (Houston (Texas), 17 mei 1990) is een Amerikaanse actrice.
Ze had televisierollen in All My Children, Terminator: The Sarah Connor Chronicles, Grey's Anatomy, Private Practice, Wizards of Waverly Place, CSI:Miami en in One Tree Hill.
Ook speelde ze Glimmer Belcourt, de beroepstribuut van District 1 samen met Marvel Sanford (een rol van Jack Quaid) in de film The Hunger Games.